# Terpní
Terpní (Terpni) är en ort i Grekland.   Den ligger i prefekturen Nomós Serrón och regionen Mellersta Makedonien, i den nordöstra delen av landet, 300 km norr om huvudstaden Aten. Terpní ligger 69 meter över havet och antalet invånare är 2 169.
Terrängen runt Terpní är platt åt nordost, men åt sydväst är den kuperad. Runt Terpní är det glesbefolkat, med 17 invånare per kvadratkilometer. Närmaste större samhälle är Serrai, 19,5 km norr om Terpní. I omgivningarna runt Terpní växer i huvudsak blandskog.